# Van Alstyne (Texas)
Van Alstyne es una ciudad ubicada en el condado de Grayson en el estado estadounidense de Texas. En el Censo de 2010 tenía una población de 3046 habitantes y una densidad poblacional de 288,82 personas por km².

## Geografía
Van Alstyne se encuentra ubicada en las coordenadas 33°25′14″N 96°34′46″O / 33.42056, -96.57944. Según la Oficina del Censo de los Estados Unidos, Van Alstyne tiene una superficie total de 10.55 km², de la cual 10.55 km² corresponden a tierra firme y (0%) 0 km² es agua.

## Demografía
Según el censo de 2010, había 3046 personas residiendo en Van Alstyne. La densidad de población era de 288,82 hab./km². De los 3046 habitantes, Van Alstyne estaba compuesto por el 88.71% blancos, el 4.5% eran afroamericanos, el 0.79% eran amerindios, el 0.66% eran asiáticos, el 0% eran isleños del Pacífico, el 3.28% eran de otras razas y el 2.07% pertenecían a dos o más razas. Del total de la población el 9.36% eran hispanos o latinos de cualquier raza.